# Lynn Reynolds
Lynn Reynolds (Harlem, 7 maggio 1891 – Los Angeles, 25 febbraio 1927) è stato un regista e sceneggiatore statunitense che diresse, nel corso della sua carriera durata dal 1914 al 1927, 81 film e ne sceneggiò 58. Molti dei suoi film sono firmati Lynn F. Reynolds.

## Biografia
Lynn Reynolds nacque nello Iowa nel 1881. Cominciò a lavorare come giornalista per poi passare al cinema, dove si specializzò nel genere western, lavorando con attori quali Tom Mix per la Fox e per la Universal. Morì suicida nel 1927 a Los Angeles. Sposato all'attrice Kathleen O'Connor, una star del western, ebbe con lei il 25 febbraio del 1927 una violenta discussione durante la quale Reynolds prese una pistola e si sparò alla testa davanti a diversi testimoni.

## Filmografia

### Regista
- Both Sides of Life, co-regia di Robert Z. Leonard (1915)
- Every Man's Money (1915)
- The Third Partner (1915)
- The Vengeance of Guido (con il nome Lynn F. Reynolds) (1915)
- A Pure Gold Partner (con il nome Lynn F. Reynolds) (1915)
- Honor Thy Husband (1915)
- The Mirror of Justice (1915)
- His Good Name (1915)
- The Bride of the Nancy Lee (1915)
- The Terrible Truth (con il nome Lynn F. Reynolds) (1915)
- Missy (con il nome Lynn F. Reynolds) (1916)
- Her Dream Man (con il nome Lynn F. Reynolds) (1916)
- The Wise Man and the Fool (con il nome Lynn F. Reynolds) (1916)
- Her Greatest Story (con il nome Lynn F. Reynolds) (1916)
- The Heart of Bonita (con il nome Lynn F. Reynolds) (1916)
- The Windward Anchor (con il nome Lynn F. Reynolds) (1916)
- Lonesomeness (con il nome Lynn F. Reynolds) (1916)
- The Secret Foe (con il nome Lynn F. Reynolds) (1916)
- Bill's Wife (con il nome Lynn F. Reynolds) (1916)
- The Brink (con il nome Lynn F. Reynolds) (1916)
- The Gambler (con il nome Lynn F. Reynolds) (1916)
- Miss Blossom (con il nome Lynn F. Reynolds) (1916)
- The Thief of the Desert (con il nome Lynn F. Reynolds) (1916)
- Her Great Part (con il nome Lynn F. Reynolds) (1916)
- Grouches and Smiles (con il nome Lynn F. Reynolds) (1916)
- It Happened in Honolulu (1916)
- The Secret of the Swamp (1916)
- The Girl of Lost Lake (1916)
- A Romance of Billy Goat Hill (1916)
- The End of the Rainbow (1916)
- The Mother Call (con il nome Lynn F. Reynolds) (1916)
- God's Crucible (con il nome Lynn F. Reynolds) (1917)
- Mutiny (con il nome Lynn F. Reynolds) (1917)
- Southern Justice (1917)
- The Greater Law (con il nome Lynn F. Reynolds) (1917)
- The Show Down (con il nome Lynn F. Reynolds) (1917)
- Mr. Opp (con il nome Lynn F. Reynolds) (1917)
- Broadway Arizona (con il nome Lynn F. Reynolds) (1917)
- A Prairie Romeo (con il nome Lynn F. Reynolds) (1917)
- Up or Down? (con il nome Lynn F. Reynolds) (1917)
- The Gown of Destiny (1917)
- Fast Company (1918)
- Western Blood (con il nome Lynn F. Reynolds) (1917)
- Ace High (con il nome Lynn F. Reynolds) (1918)
- Mr. Logan, USA (con il nome Lynn F. Reynolds) (1918)
- Fame and Fortune (1918)
- Treat 'Em Rough (1919)
- The Forbidden Room (1919)
- The Rebellious Bride (1919)
- Miss Adventure (1919)
- A Little Brother of the Rich (1919)
- The Brute Breaker (1919)
- Overland Red (con il nome Lynn F. Reynolds) (1920)
- Bullet Proof (con il nome Lynn F. Reynolds) (1920)
- The Red Lane (1920)
- The Texan (con il nome Lynn F. Reynolds) (1920)
- The Road Demon (1921)
- The Big Town Round-Up (1921)
- The Night Horseman (1921)
- Trailin' (con il nome Lynn F. Reynolds) (1921)
- Sky High (1922)
- Up and Going (1922)
- For Big Stakes (1922)
- Just Tony (1922)
- Tom Mix in Arabia (1922)
- Brass Commandments (1923)
- The Huntress, co-regia di John Francis Dillon (1923)
- The Gunfighter (con il nome Lynn F. Reynolds) (1923)
- The Last of the Duanes (1924)
- The Deadwood Coach (1924)
- Riders of the Purple Sage (1925)
- The Rainbow Trail (1925)
- Durand of the Bad Lands (1925)
- Chip of the Flying U (1926)
- The Combat (1926)
- The Man in the Saddle (1926)
- The Texas Streak (1926)
- The Buckaroo Kid (1926)
- Prisoners of the Storm (1926)
- The Silent Rider (1927)
- Hey! Hey! Cowboy, co-regia di Edward Laemmle (1927)

### Attore
- The Rival Stage Lines, regia di Tom Mix - cortometraggio (1914)
- Cactus Jim's Shop Girl, regia di Tom Mix - cortometraggio (1915)
- Roses and Thorns, regia di Burton L. King (1915)

### Produttore
- Southern Justice, regia di Lynn F. Reynolds (1917)

### Sceneggiatore
- The Mexican, regia di Tom Mix - cortometraggio (1914)
- The Vengeance of Guido, regia di Lynn Reynolds (con il nome Lynn F. Reynolds) (1915)
- A Pure Gold Partner, regia di Lynn Reynolds (con il nome Lynn F. Reynolds) (1915)
- The Bride of the Nancy Lee, regia di Lynn Reynolds (1915)
- The Terrible Truth, regia di Lynn Reynolds (con il nome Lynn F. Reynolds) (1915)
- Missy, regia di Lynn Reynolds (con il nome Lynn F. Reynolds) (1916)
- Her Dream Man, regia di Lynn Reynolds (con il nome Lynn F. Reynolds) (1916)
- The Wise Man and the Fool, regia di Lynn Reynolds (con il nome Lynn F. Reynolds) (1916)
- Her Greatest Story, regia di Lynn Reynolds (con il nome Lynn F. Reynolds) (1916)
- The Heart of Bonita, regia di Lynn Reynolds (con il nome Lynn F. Reynolds) (1916)
- The Windward Anchor, regia di Lynn Reynolds (con il nome Lynn F. Reynolds) (1916)
- Lonesomeness, regia di Lynn Reynolds (con il nome Lynn F. Reynolds) (1916)
- The Secret Foe, regia di Lynn Reynolds (con il nome Lynn F. Reynolds) (1916)
- Bill's Wife, regia di Lynn Reynolds (con il nome Lynn F. Reynolds) (1916)
- The Brink, regia di Lynn Reynolds (con il nome Lynn F. Reynolds) (1916)
- The Gambler, regia di Lynn Reynolds (con il nome Lynn F. Reynolds) (1916)
- Miss Blossom, regia di Lynn Reynolds (con il nome Lynn F. Reynolds) (1916)
- The Thief of the Desert, regia di Lynn Reynolds (con il nome Lynn F. Reynolds) (1916)
- Her Great Part, regia di Lynn Reynolds (con il nome Lynn F. Reynolds) (1916)
- Grouches and Smiles, regia di Lynn Reynolds (con il nome Lynn F. Reynolds) (1916)
- It Happened in Honolulu, regia di Lynn Reynolds (1916)
- The Secret of the Swamp, regia di Lynn Reynolds (1916)
- The Girl of Lost Lake, regia di Lynn Reynolds (1916)
- A Romance of Billy Goat Hill, regia di Lynn Reynolds (1916)
- The End of the Rainbow, regia di Lynn Reynolds (1916)
- The Mother Call, regia di Lynn Reynolds (con il nome Lynn F. Reynolds) (1916)
- God's Crucible, regia di Lynn F. Reynolds (1917)
- Mutiny, regia di Lynn Reynolds (con il nome Lynn F. Reynolds) (1917)
- The Greater Law, regia di Lynn Reynolds (con il nome Lynn F. Reynolds) (1917)
- The Show Down, regia di Lynn Reynolds (con il nome Lynn F. Reynolds) (1917)
- Mr. Opp, regia di Lynn Reynolds (con il nome Lynn F. Reynolds) (1917)
- Broadway Arizona, regia di Lynn Reynolds (con il nome Lynn F. Reynolds) (1917)
- A Prairie Romeo, regia di Lynn Reynolds (con il nome Lynn F. Reynolds) (1917)
- Up or Down?, regia di Lynn Reynolds (con il nome Lynn F. Reynolds) (1917)
- The Gown of Destiny, regia di Lynn Reynolds (con il nome Lynn F. Reynolds) (1917)
- Western Blood, regia di Lynn Reynolds (con il nome Lynn F. Reynolds) (1917)
- Ace High, regia di Lynn Reynolds (con il nome Lynn F. Reynolds) (1918)
- Mr. Logan, USA, regia di Lynn Reynolds (con il nome Lynn F. Reynolds) (1918)
- Treat 'Em Rough, regia di Lynn Reynolds (1919)
- The Brute Breaker, regia di Lynn Reynolds (1919)
- Overland Red, regia di Lynn Reynolds (con il nome Lynn F. Reynolds) (1920)
- Bullet Proof, regia di Lynn Reynolds (con il nome Lynn F. Reynolds) (1920)
- The Texan, regia di Lynn Reynolds (con il nome Lynn F. Reynolds) (1920)
- The Big Town Round-Up, regia di Lynn Reynolds (1921)
- Trailin', regia di Lynn Reynolds (con il nome Lynn F. Reynolds) (1921)
- Sky High, regia di Lynn Reynolds (1922)
- Up and Going, regia di Lynn Reynolds (1922)
- For Big Stakes, regia di Lynn Reynolds (1922)
- Just Tony, regia di Lynn Reynolds (1922)
- Tom Mix in Arabia, regia di Lynn Reynolds (1922)
- The Gunfighter, regia di Lynn Reynolds (con il nome Lynn F. Reynolds) (1923)
- The Deadwood Coach, regia di Lynn Reynolds (1924)
- The Rainbow Trail, regia di Lynn Reynolds (1925)
- Durand of the Bad Lands, regia di Lynn Reynolds (1925)
- Chip of the Flying U, regia di Lynn Reynolds (1926)
- The Texas Streak, regia di Lynn Reynolds (1926)
- The Buckaroo Kid, regia di Lynn Reynolds (1926)
- Hey! Hey! Cowboy, regia di Edward Laemmle e Lynn Reynolds (1927)

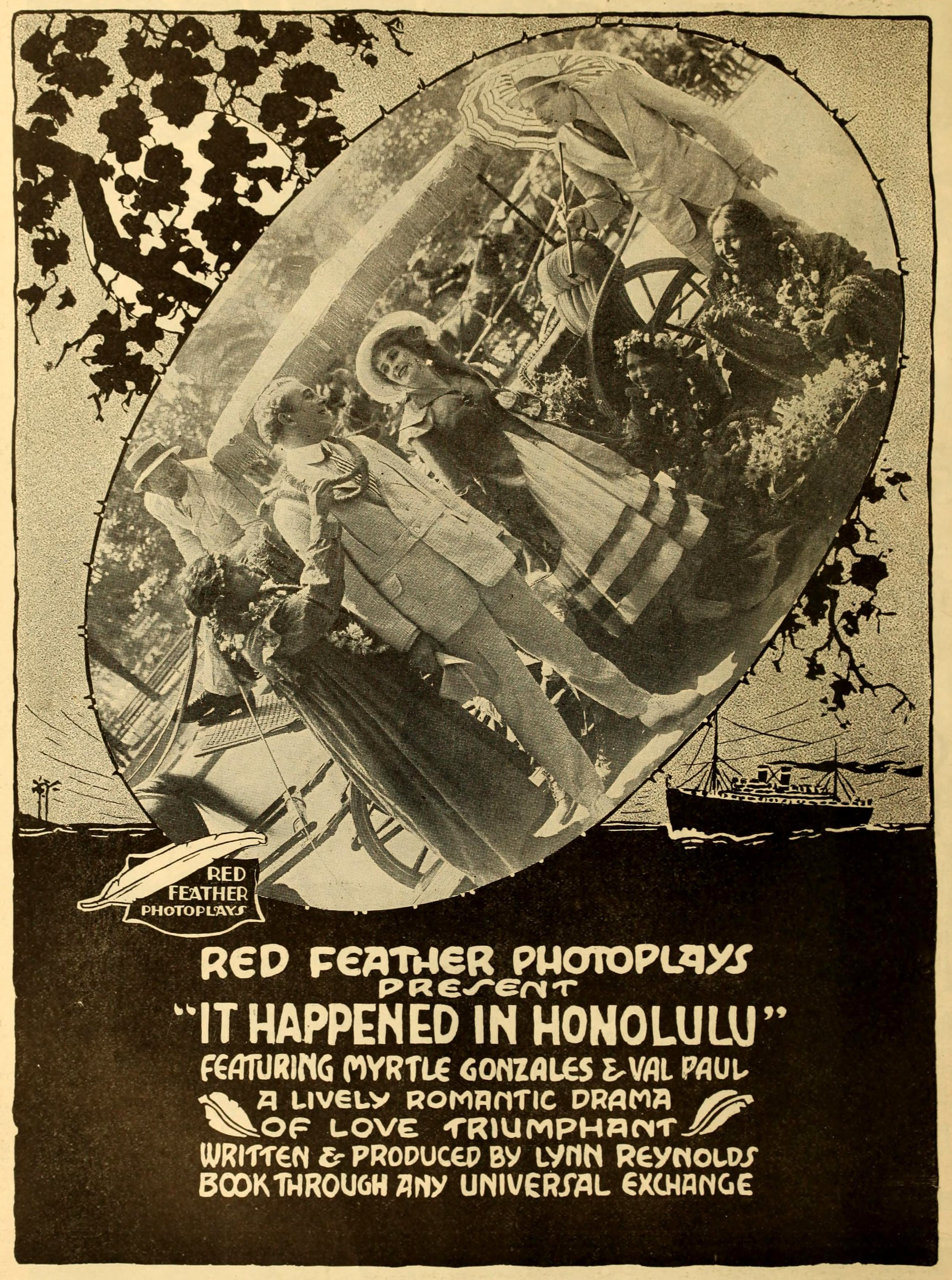
It Happened in Honolulu (1916)